# قلمرو سندای

نشان خاندان داته

قلمروی سندای (به ژاپنی: 仙台藩 Sendai-han) یک هان در ژاپنِ دورهٔ ادو بود. امروزه بر استان میاگی و بخش‌های کوچکی از جنوب استان ایواته، و بخشی از شمال شرقی استان فوکوشیما در ارتباط است.
مرکز این قلمرو، و قلعه خاندان حاکم در شهر سندای کنونی واقع شده است. این قلمرو توسط خاندان داته حکمرانی می‌شد و نام دیگر آن قلمروی داته (伊達 藩) است.
در نظام فئودالی ژاپن، به‌ویژه پس از اقدامات تویوتومی هیده‌یوشی، قلمروها (من‌جمله کوماموتو) کم‌کم از دارایی‌های عینی و ملموس به مفاهیمی انتزاعی با بار سیاسی و اقتصادی مبدل شدند تا از قدرت سلحشوران محلی به نفع دایمیوها کاسته شود. محدودهٔ قلمروها به کمک نقشه‌برداری‌های دوره‌ای حدنگاشتی و نیز پیش‌بینی میزان محصول‌دهی تعیین می‌شد. به عبارت دیگر، قلمرو بر مبنای کُکوداکا یا «ارزش اقتصادی زمین» مشخص می‌شد، نه مساحتش. نظام فئودالی در ژاپن از این لحاظ با فئودالیسم در غرب تفاوت داشت.